# Teferi Kebede
Teferi Kebede (amharisch ተፈሪ ከበደ; * 10. April 1986) ist ein äthiopischer Marathonläufer.
2004 wurde er Vierter beim Enschede-Marathon, Neunter beim Köln-Marathon und Achter beim Amsterdam-Marathon. Im Jahr darauf kam er in Enschede erneut auf den vierten Platz.
2008 siegte er beim Palermo-Marathon und 2009 beim Verona-Marathon. 2010 wurde er Dritter beim Mailand-Marathon und Elfter beim Frankfurt-Marathon. Im darauffolgenden Jahr gewann er den Luxemburg-Marathon.
2012 wurde er Dritter beim Tiberias-Marathon mit seiner persönlichen Bestzeit von 2:07:35 h, Zweiter beim Miami-Marathon, Fünfter beim Paris-Marathon, Achter beim Prag-Marathon und Zweiter beim Shanghai-Marathon. 2013 folgte ein zweiter Platz beim Houston-Marathon und ein vierter Platz beim Ottawa-Marathon.
Am 8. Januar 2016 gewann er den Tiberias-Marathon nach 2:15:31 h.